# ヨアン・ガネア
ヨアン・ヴィオレル・ガネア（Ioan Viorel Ganea,1973年8月10日）は、ルーマニア出身のサッカー選手、サッカー指導者。ポジションはFW。ルーマニア代表歴代11位の19得点を記録している。名前を短縮してイオネル・ガネアと表記されることもある。
1998-99シーズン、リーガ1得点王を獲得した。

## エピソード
- 2004年4月、スコットランド代表戦でジョン・ケネディへのタックルで怪我を負わせた。この結果、この試合がスコットランド代表初出場だったケネディは3年間プレーできなかった。その後ケネディはトップフォームに戻ることなく2009年11月、26歳で引退した。
- 2006年4月、ウルヴァーハンプトン・ワンダラーズFCのグレン・ホドル監督に対して「これまで出会った中で最も気難しい監督だ」と発言したことで議論が巻き起こった。
- 2007年8月、試合中にアシスタントレフェリーの顔をつかんでパンチを見舞った。その結果、22試合の出場停止が言い渡された。

## 所属クラブ
- 1994-1996  FCブラショフ
- 1996-1998  ウニヴェルシタテア・クライオヴァ
- 1998-0000  CFグロリア1922ビストリツァ
- 1999-0000  ラピド・ブカレスト
- 1999-2003  VfBシュトゥットガルト
- 2003-0000  ブルサスポル
- 2003-2006  ウルヴァーハンプトン・ワンダラーズFC
- 2006-0000  ディナモ・ブカレスト
- 2007-0000  ラピド・ブカレスト
- 2007-2008  FCティミショアラ

## 監督歴
- 2010  FCディナモⅡ・ブカレスト
- 2011  CSサナタテア・クルジュ
- 2012  FCラピド・ギディギチ
- 2013  FCウニヴェルシタテア・クルジュ
- 2014  ラピド・ブカレスト
- 2015-2016  FCドゥナレア・カララシ
- 2017  ASAトゥルグ・ムレシュ (2013)
- 2018  ACSポリ・ティミショアラ

## タイトル

### 選手時代
ラピド・ブカレスト
- ディヴィジアA：1回（1998-99）
- スーペルクパ・ロムニエイ：1回（1999）
- クパ・ロムニエイ：1回（2006-07）

VfBシュトゥットガルト
- UEFAインタートトカップ：2回（2000、2002）

個人
- ディヴィジアA得点王：1回（1998-99）

### 指導者時代
FCドゥナレア・カララシ
- リーガ3：1回（2014-15）